# Martin Nowak (Regisseur)

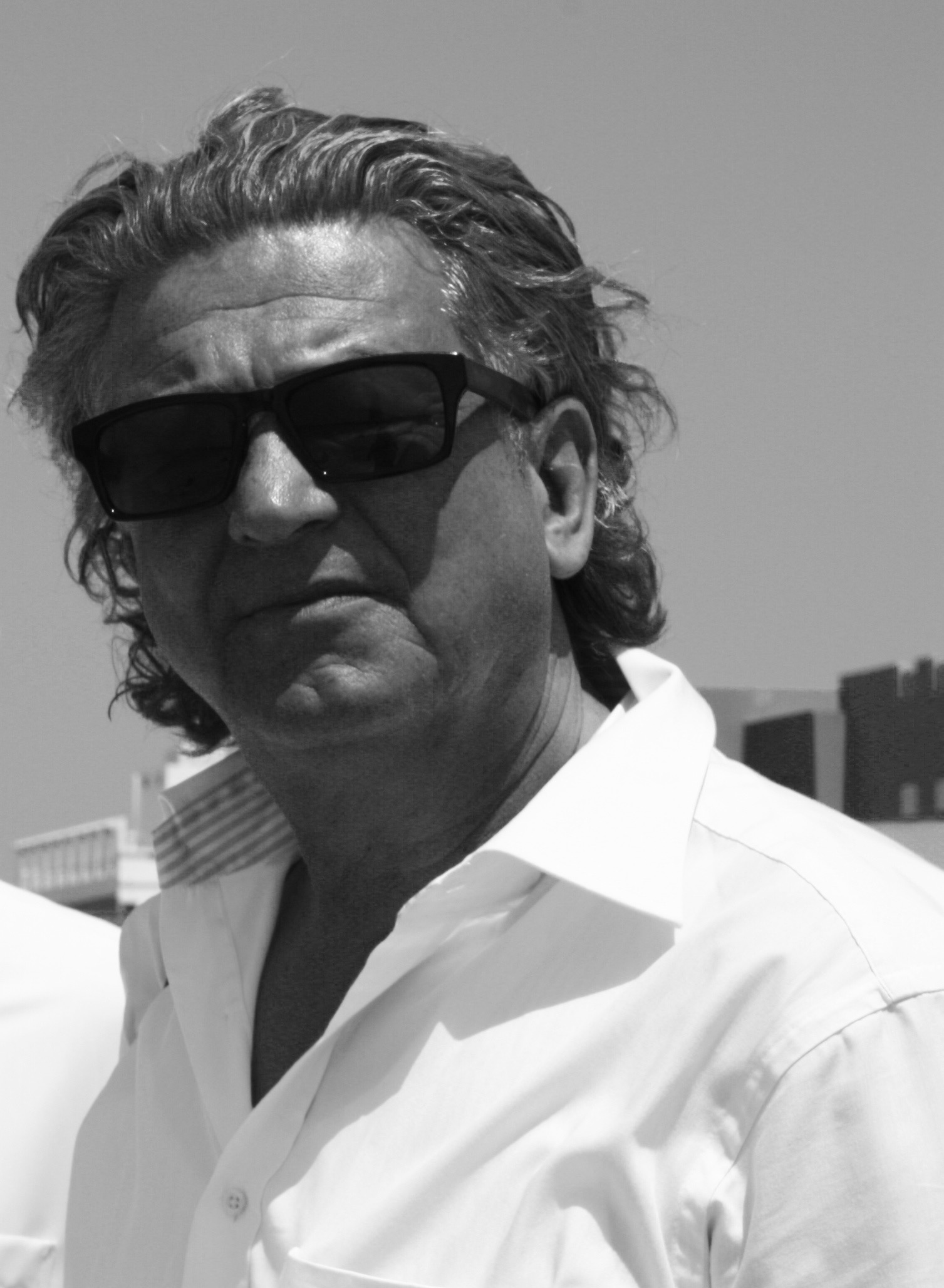
Martin Nowak

Martin Nowak (* 24. April 1969 in Duisburg) ist ein deutscher Fernsehregisseur.

## Leben
Nach dem Abitur arbeitete Martin Nowak zunächst als freier Aufnahmeleiter für diverse ZDF-Fernsehspiel-Produktionen, später als Regieassistent und Regisseur beim Sprungbrett Theater in Köln. Er absolvierte ein Regie-Volontariat beim Westdeutschen Rundfunk in Köln, wo er anschließend als Regisseur angestellt war. Später arbeitet Martin Nowak als freier Regisseur. Er führte Regie bei weit über 2.000 Fernsehproduktionen. Heute ist Martin Nowak als Berater für Medienunternehmen und Dozent tätig und arbeitet als Produzent für Fernsehen und Internet-TV. Seit einigen Jahren engagiert er sich ausschließlich für nachhaltige, ethisch wertvolle Projekte.
Martin Nowak war Mitglied in den Prüfungsausschüssen der Industrie- und Handelskammer zu Köln für Fernsehproducer und Medienfachwirte. Zudem war er u. a. als Honorardozent tätig:
- Westdeutscher Rundfunk, Volontärausbildung
- T-Mobile International, Workshops
- Business and Information Technology School Iserlohn
- RTL-Journalistenschule
- Christlicher Medienverbund KEP, Wetzlar, Grundkurse Regie, Aufbaukurse Regie
- Deutsche Welle, Bonn
- Konrad-Adenauer-Stiftung

## Filmografie (Auswahl)

### Show
- Boulevard Bio mit Alfred Biolek – ARD, 20 Folgen
- ARD-Sportschau u. a. mit Jörg Wontorra, Heribert Fassbender – ARD, 35 Folgen
- Aktuelle Stunde u. a. mit Frank Plasberg, Christine Westermann, Tom Buhrow – WDR Fernsehen, 150 Folgen
- Ausschnittweise Kleinkunst u. a. mit Hape Kerkeling, Rüdiger Hoffmann, Ingolf Lück – Westdeutsches Werbefernsehen, 40 Folgen
- Schach der Großmeister u. a. mit Vlastimil Hort, Helmut Pfleger – WDR Fernsehen, 5 Folgen
- Hollymünd u. a. mit Harald Schmidt, Bärbel Schäfer – WDR Fernsehen, 20 Folgen
- Kopfball mit Ranga Yogeshwar – ARD, 30 Folgen
- Rudi's halbe Stunde mit Rudi Carrell – ARD, 30 Folgen
- Sonderbar mit Max Schautzer – WDR Fernsehen, 20 Folgen
- Kinderquatsch mit Michael mit Michael Schanze – ARD, 25 Folgen
- Jazz for Fun mit Hansjürgen Rosenbauer – ARD, 20 Folgen
- Eine Woche in der Kölner Philharmonie u. a. mit Daniel Barenboim, Gary Bertini – ARD, 16:9-Produktion
- 5x5, Gameshow – Sat.1, 200 Folgen
- Euroklops, Spielshow mit Björn-Hergen Schimpf – WDR Fernsehen, 10 Folgen
- Volkstümliche Hitparade mit Carolin Reiber, Unterhaltung – ZDF, 10 Folgen
- Die Patrick Lindner Show, Unterhaltung – ZDF
- Unter uns, Soap – RTL Planungsphase und Realisation
- Wie bitte?!, Infotainment u. a. mit Geert Müller-Gerbes, Thomas Hackenberg – RTL, 3 Folgen

### Comedy
- Dirk Bach Show – RTL, 40 Folgen
- Alle lieben Julia u. a. mit Alexandra Kamp, Benjamin Sadler, Nicolas König, Comedy Soap – RTL, 26 Folgen
- Alles prima Nina u. a. mit Claus Wilcke, Harald Dietl, Sitcom – RTL, 13 Folgen

### Drama
- Stadtklinik, Drama u. a. mit Jane Hempel, Katja Weitzenböck, Aglaia Szyszkowitz, Sophie Schütt, Kai Frederic Schrickel – RTL, 53 Folgen

### Interaktive Formate
- ARA VE KAZAN / Call-IN, KANAL D mit Cenk Başoğlu, Türkei & Europa
- SANSMATIK / Call-IN, KANAL D mit Cenk Başoğlu, Türkei & Europa
- Mamboo TV / interaktive Show u. a. mit Joey Grit Winkler, NBC Europe
- Quickdate / interaktive Show, NBC Europe
- terranova quizz / Call-IN, terranova
- Strzal w dziesiatke / Call-IN, Polsat, Polen
- TAKZANG / Call-IN, tapesh TV, weltweit

## Preise / Auszeichnungen
- Die WDR-Sendung ZAK unter der Regie von Martin Nowak wurde mit dem Adolf-Grimme-Preis in der Sparte Beste Live-Sendung des Jahres 1988 ausgezeichnet.
- Die WDR-Produktion Eine Woche in der Kölner Philharmonie wurde bei den internationalen Filmfestspielen Bergamo in der Sparte Beste High-Definition-Produktion nominiert.

## Produktions-Auslandserfahrung
- Schweiz, Österreich, Niederlande, Frankreich, Türkei, Polen, Moldawien, Serbien, Kenia, Tansania, Ruanda, Israel, Pakistan, Kambodscha, Irak, Nigeria, Kolumbien.